# Quint Lutaci Càtul (cònsol 78 aC)
Quint Lutaci Càtul (en llatí: Quintus Lutatius Q. F. Q. N. Catulus) va ser un magistrat romà del segle i aC. Era fill del cònsol Quint Lutaci Càtul. Va ser proscrit per Màrius el 87 aC igual que el seu pare. Formava part de la gens Lutàcia.
Va ser al llarg de la seva vida, un dels caps dels aristòcrates i va defensar els privilegis d'aquest sector amb convenciment i força. L'any 78 aC va ser cònsol junt amb Marc Emili Lèpid. A la mort de Sul·la va resistir les pressions del seu col·lega per derogar les lleis del dictador. Quan, a la primavera següent Lèpid va marxar sobre Roma amb les restes de les milícies fidels a Mari, va ser derrotat per Càtul a la batalla del pont Milvi, i obligat a refugiar-se a Sardenya on aviat va morir en l'intent d'organitzar una revolta.
Càtul encara que lleial al seu partit i als seus principis, va denunciar les pràctiques corruptes del Senat i el fet que tingués el dret exclusiu d'actuar com a jutge penal, i ho va manifestar clarament quan Pompeu va portar endavant la seva iniciativa per restaurar els privilegis dels tribuns i la seva qualitat de jutges sobretot en el cas de Verres, que d'aquesta manera no va tenir esperances de sortir-se’n, (70 aC). Es va oposar a les lleis Gabínia i Manília (67 i 66 aC). La segona proposava poders molt amplis per un sol individu i el poble es va posar contra Càtul per haver-s'hi oposat.
L'any 65 aC va ser censor amb Cras i es va oposar a convertir Egipte en tributari de Roma. Durant la conspiració de Catilina l'any 63 aC va donar suport a Ciceró i va voler implicar en la revolta Juli Cèsar, segurament per venjança, ja que Cèsar l'havia derrotat en les eleccions a pontífex màxim.
Quan Cèsar va ser pretor l'any 62 aC va intentar privar Càtul del seu càrrec de comissionat per la restauració del Capitoli que s'havia cremat durant la primera guerra civil l'any 83 aC, càrrec que li havia donat Sul·la quan encara vivia, però els optimats, al sentir la proposta de Cèsar, van córrer cap al Fòrum i van aconseguir que el poble no recolzés la llei. Així, el nom de Càtul va quedar inscrit al temple fins que es va tornar a cremar en el regnat de l'emperador Vitel·li.
Segons Dió Cassi va ser Princeps Senatus. Va morir l'any 60 aC.